# Dendrobium megaceras
Dendrobium megaceras är en orkidéart som beskrevs av Joseph Dalton Hooker. Dendrobium megaceras ingår i släktet Dendrobium, och familjen orkidéer. Inga underarter finns listade i Catalogue of Life.